# Tropic of Cancer
Tropic of Cancer je první album ostravské skupiny Citron. Jedná se o anglickou verzi nevydaného alba Obratník Raka. Skupina do roku 1983 hrála ve stylu rock, poté změnila svůj styl na heavy metal, v tomto stylu hraje doposud.

## Seznam skladeb
1. This Show Won't End
2. Loosing My Face
3. The Key
4. When Wild Things are Going
5. Living in a TV Set
6. Tropic of Cancer
7. Dangerous
8. Even Heaven Certainly Ends Here
9. Can I Hear Some Rock'n'Roll